# Alba Torrens Salom
Alba Torrens Salom (Binissalem, Mallorca, 30 d'agost de 1989) és una jugadora de bàsquet mallorquina que juga a la posició d'aler i que des de 2022 milita a les files de València Basket. És internacional amb la selecció espanyola des que participà als Jocs Olímpics de Pequín 2008, competició en la qual acabà cinquena i obtingué diploma olímpic. Fou escollida com a millor jugadora de bàsquet europea de l'any 2011 i el 2014.

## Trajectòria

### Inicis i estada a Salamanca
La seua trajectòria esportiva va començar a l'escola de bàsquet d'Inca, on després d'una gran progressió, es va traslladar al Sant Josep Obrer i posteriorment al Segle XXI. El seu debut a la Lliga Femenina el va fer en el Real Club Celta Zorka de Vigo.
L'any 2009 va fitxar pel Perfumerias Avenida de Salamanca, on jugaria allà dues temporades. L'any 2011 va ser molt destacat per a Torrens, tant en l'aspecte individual com en el col·lectiu. Amb Lucas Mondelo a la banqueta, el Perfumerias va aconseguir proclamar-se campió de la lliga espanyola i de l'Eurolliga i Torrens va ser reconeguda per FIBA com la Millor Jugadora d'Europa.

### Experiència per Europa
Aquests grans èxits li van servir per fer el salt al Galatasaray turc, un dels millors equips europeus de bàsquet femení. La primera temporada a Istanbul fou molt complicada, especialment per la greu lesió que va patir la mallorquina al gener. En un partit d'Eurolliga contra Lotos Gdynia, Torrens es va trencar el lligament creuat anterior del genoll, lesió que la va mantenir durants uns mesos apartada dels terrenys de joc. Després de la seua recuperació, Torrens va tornar amb un gran nivell a les pistes, aconseguint la seua segona Eurolliga en 2014 i sent de nou escollida com a millor jugadora d'Europa.
Després de tres temporades a Turquia, l'any 2014 marxa a l'UMMC Iekaterinburg. A Rússia, l'aler mallorquina va fer història, dominant per complet el bàsquet nacional i continental. Amb el club d'Iekaterinburg, Torrens va aconseguir guanyar set lligues russes consecutives entre el 2014 i el 2021, així com altres quatre Eurolligues (2016, 2018, 2019 i 2021), sent un pilar fonamental en tots aquests campionats.

### València Basket
Arran de l'esclat de la Guerra entre Rússia i Ucraïna a principis de 2022, Torrens va decidir trencar el seu contracte amb l'Iekaterinburg i va tornar a la lliga espanyola onze anys després. El València Basket estava consolidant un projecte amb una forta inversió i va ser el club escollit per la binissalamera pel seu retorn a casa, on signaria un contracte per una temporada. Després d'un any històric, l'equip valencià va aconseguir guanyar la seua primera lliga femenina, superant a l'ex-equip de Torrens, CB Avenida, a la final del playoff. La mallorquina va ser una peça fonamental en l'equip de Rubén Burgos, arribant a disputar un total de 34 partits, la qual cosa li va valer la seua renovació per una temporada més amb les taronja.
La segona temporada (2023/24) de Torrens a la Capital del Túria fou encara més exitosa, ja que València Basket va aconseguir guanyar els tres títols estatals: Lliga Femenina, Copa de la Reina i Supercopa d'Espanya. Aquest triplet es va completar amb la victòria en la final de lliga de nou contra el CB Avenida de Salamanca per 61-44, en un partit històric en la Fonteta amb més de 7.500 espectadors. Torrens s'havia consolidat a l'equip i va decidir prolongar el seu contracte amb les taronja per una temporada més.

## Clubs
| Club                    | Lliga                               | Anys      |
| ----------------------- | ----------------------------------- | --------- |
| Segle XXI               | Lliga Femenina 2                    | 2003-2006 |
| Real Club Celta Zorka   | Lliga Femenina                      | 2006-2009 |
| Club Baloncesto Avenida | Lliga Femenina                      | 2009-2011 |
| Galatasaray SK          | Lliga turca de bàsquet              | 2011-2014 |
| UMMC Iekaterinburg      | Lliga de bàsquet femenina de Rússia | 2014-2021 |
| València Basket         | Lliga Femenina                      | 2022-Act. |

## Palmarès

### Selecció espanyola

#### Absoluta
- Eurobasket 2013 ( França)
- Eurobasket 2017 ( Txèquia)
- Mundial 2014 ( Turquia)
- Jocs Olímpics de 2016 ( Rio de Janeiro)
- Eurobasket 2023 ( Eslovènia– Israel)
- Eurobasket 2009 ( Letònia)
- Mundial 2010 ( Txèquia)
- Eurobasket 2015 ( Romania– Hongria)
- Mundial 2018 ( Espanya)

#### Categories inferiors
- Europeu U16 2004 ( Itàlia) – MVP
- Europeu U16 2005 ( Polònia)
- Europeu U18 2006 ( Espanya)
- Europeu U18 2007 ( Sèrbia)
- Europeu U20 2009 ( Polònia) – MVP

### Clubs

#### Avenida Salamanca
- Eurolliga (1): 2010/11
- Lliga Femenina (1): 2010/11
- Supercopa d'Espanya (1): 2010

València Basket
- Lliga Femenina (3): 2022/23, 2023/24, 2024/25
- Copa de la Reina (1): 2023/24
- Supercopa d'Espanya (2): 2023/24, 2024/25

Galatasaray
- Eurolliga (1): 2013/14
- Lliga Turca (1): 2013/14
- Copa Turca (3): 2011/12, 2012/13, 2013/14
- Supercopa Turca (1): 2011

UMMC Iekaterinburg
- Eurolliga (4): 2015/16, 2017/18, 2018/19, 2020/21
- Supercopa d'Europa (3): 2016, 2018, 2019
- Lliga Russa (7): 2014/15, 2015/16, 2016/17, 2017/18, 2018/19, 2019/20, 2020/21
- Copa Russa (2): 2016/17, 2018/19

### Individual
- Millor jugadora jove d'Europa: 2009
- Millor jugadora d'Europa: 2011 i 2014
- MVP Eurolliga: 2010/11 i 2013/14
- MVP Eurobasket: 2017[18]
- MVP Europeu Sub-16: 2004
- MVP Europeu Sub-20: 2009
- Quintet ideal Europeu: 2013, 2015 i 2017[19]
- Quintet ideal Mundial: 2014[20][21]